# LaFayette (Georgia)
LaFayette è una city degli Stati Uniti d'America, capoluogo della Contea di Walker in Georgia.